# Hosta (Pyrénées-Atlantiques)
Hosta (baskisch Hozta) ist eine französische Gemeinde mit 100 Einwohnern (Stand 1. Januar 2022) im Département Pyrénées-Atlantiques in der Region Nouvelle-Aquitaine. Die Gemeinde gehört zum Arrondissement Bayonne und zum Kanton Pays de Bidache, Amikuze et Ostibarre (bis 2015: Kanton Iholdy).
Die Bewohner werden Hoztar genannt.

## Geographie
Hosta liegt ca. 70 km südöstlich von Bayonne im historischen Landstrich Ostabarret (baskisch Oztibarre) der historischen Region Nieder-Navarra im französischen Teil des Baskenlands.
Umgeben wird der Ort von den Nachbargemeinden:
| Bussunarits-Sarrasquette | Ibarrolle                                   |                   |
| Lecumberry               | Kompassrose, die auf Nachbargemeinden zeigt | Saint-Just-Ibarre |
|                          | Béhorléguy                                  |                   |

Hosta liegt im Einzugsgebiet des Flusses Adour. Ein Nebenfluss der Bidouze, der Hosta ur Handia, entspringt ebenso wie sein Zufluss Lamissonéko Erreka im Gebiet der Gemeinde.

## Geschichte
Eine Besiedelung des Gebiets seit der Urgeschichte wird an vielen Stellen belegt. Auf einem der Berge nahe der Ortsmitte befindet sich ein Brüstungsring aus der Zeit der Frühgeschichte. Schriften über die Gemeinde, die die Zeit seit dem Mittelalter behandeln, sind wahrscheinlich während der Französischen Revolution verloren gegangen.
Toponyme und Erwähnungen von Hosta waren:
- sanctus petrus de oste (1160),
- Oste (1306),
- Ozta (1350),
- Ozte (1365 und 1413),
- Oxta (1402, Urkunden des Königreichs Navarra),
- Hoste (1472, Notare aus Labastide-Villefranche),
- Osta (1513, Urkunden aus Pamplona),
- Hoxta (1621, nach Martin de Viscay) und
- Hosta (1750, Karte von Cassini).[4][5][6]

### Einwohnerentwicklung
Nach Höchstständen der Einwohnerzahl von über 350 in der ersten Hälfte des 19. Jahrhunderts reduzierte sich die Zahl bei kurzen Erholungsphasen bis zur Jahrtausendwende auf unter 100 Einwohner. Seitdem setzte eine gewisse Stabilisierung auf diesem Niveau ein.
| Jahr      | 1962 | 1968 | 1975 | 1982 | 1990 | 1999 | 2006 | 2009 | 2022 |
| --------- | ---- | ---- | ---- | ---- | ---- | ---- | ---- | ---- | ---- |
| Einwohner | 186  | 162  | 135  | 122  | 95   | 81   | 79   | 80   | 100  |

## Sehenswürdigkeiten

### Pfarrkirche
Sie ist dem Apostel Simon Petrus gewidmet und ihr Ursprung geht vermutlich in das Mittelalter zurück, denn eine Kirche sanctus petrus de oste wurde im Livre Rouge der Kathedrale von Dax, einer Manuskriptsammlung des 11. und 12. Jahrhunderts, erwähnt. Die Jahreszahl 1732 in einer Inschrift über dem westlichen Eingang des Seitenschiffs zeigt das Datum der ersten Umbauten an. Eine zweite Welle der Neugestaltung betraf den Glockenturm mit seinem Helm, Fensteröffnungen, das Strebewerk, den Eingangsvorbau und die Sakristei. Im 20. Jahrhundert wurde die Kirche restauriert. Der Langbau ist aus Sandstein gebaut, seine Fassaden teilweise verputzt. Im Westen befindet sich der viereckige, mit Strebepfeilern verstärkte Glockenturm mit Rundbogenfenstern. Sein oktogonaler, schiefergedeckter Helm ist an den Ecken mit Dachreitern verziert. Das Erdgeschoss der zweigeschossigen Apsis ist mit Arkaden unterbrochen, in der ersten Etage mit Rundbogenfenstern ist die Sakristei untergebracht, die über eine gemauerte Außentreppe zugänglich ist. Das südlich gelegene Seitenschiff im Innern der Kirche ist von Hauptschiff durch zwei Rundbögen getrennt.
Die Kirche besitzt eine Skulptur, die eine Taube als Zeichen des Heiligen Geistes auf einem Strahlenkranz zeigt. Der Stil und die Ausführung der Vergoldung erlauben es, das Werk zwischen dem 17. und 18. Jahrhundert zu datieren.
Der Stil des Altaraufsatzes im Chor lässt auf ein Entstehungsdatum im 17. oder 18. Jahrhundert schließen. Oberhalb des Tabernakels fällt der Blick auf eine Statue des Schutzpatrons der Kirche, des heiligen Petrus, in einer schmucklosen Nische und ohne jegliche Verzierung. Er wird in einer sitzenden Position dargestellt, die rechte Hand zum Segen erhoben, in der linken Hand zwei Schlüssel. Der erste Schlüssel auf vergoldetem Holz scheint ursprünglich zu sein, während der zweite aus Metall später hinzugefügt wurde. Sein Mantel ist mit Blattwerk auf mattem Hintergrund verziert. Gemäß der klassischen Ikonografie trägt er eine Mitra und ein Pektorale auf seiner Brust. Zwei Zweige mit Blattwerk und zwei gewundene Säulen, sogenannte Schlangensäulen, deren Schäfte mit Weinranken umzogen sind, umrahmen die Petrusstatue. Auf dem obersten Teil des Altaraufsatzes, dem Giebel, erscheint Gottvater, seine Arme zur Versöhnung ausgebreitet.
Die Tür des Tabernakels, der vermutlich aus dem 17. Jahrhundert stammt, ist bemerkenswert ausgestaltet. Ein kniender Mann in Begleitung eines Lamms hält ein Kreuz. Es ist die Darstellung des guten Hirten, der seine Herde zum ewigen Heil führt. Das Lamm erinnert an die Opferung Isaaks durch Abraham, aber auch an die Kreuzigung Christi, der die Menschen von den Sünden erlöste.

### Friedhof von Hosta
Alte Grabkreuze und scheibenförmige Grabstelen sind auf dem Friedhof zu sehen, der die Pfarrkirche umgibt. Ein Grabkreuz, das aus dem Jahre 1658 datiert, hat die Form eines griechischen Kreuzes mit vier gleich langen Armen. Auf dem sich verbreiternden Fuß ist die Jahreszahl 1658 in einem gepunkteten Kreis zu erkennen. Andere schmückende Elemente sind zu verwischt, um sie mit Bestimmtheit identifizieren zu können. Oberhalb des Datums könnte ein Pflug, in der Mitte könnte ein Kreuz, eine Rosette oder eine Scheibe eingraviert sein. Grabkreuze aus dem 17. Jahrhundert sind noch oft auf baskischen Friedhöfen anzutreffen. Auf dem Friedhof von Hosta befindet sich ein Grabkreuz aus dem Jahre 1669, das als nationales Kulturgut registriert ist.
Eine der scheibenförmigen Grabstelen auf dem Friedhof stammt aus dem Jahre 1561. Scheibenförmige Grabstelen, ein Symbol für den Übergang vom irdischen in das himmlische Leben, sind aus Stein gefertigt und bestehen aus einem trapezförmigen Unterbau und einem runden Scheibenaufsatz. Ein mit Lilien verziertes Kreuz teilt die Scheibe an diesem Beispiel in vier Sektoren, in denen vier individuelle Rosetten eingemeißelt sind. Auf dem unteren Teil ist eine doppelt gemusterte Rosette unterhalb der Inschrift mit der Jahreszahl 1561 eingraviert.
Ein außergewöhnliches Grabkreuz aus grauem Stein aus dem Jahre 1760 besitzt einen trapezförmigen Fuß wie bei einer scheibenförmigen Grabstele. Die kurzen, an ihren Enden leicht geschwungenen Arme erinnern ebenfalls an eine Scheibe. Die Inschrift auf dem Kopf ist kaum lesbar. Unterhalb, auf der Höhe der Seitenarme, sind die Worte „DECEMBRIS 1760 R.I.P.A.“ zu sehen, wobei die Abkürzung für Requiescat in pace (deutsch Ruhe in Frieden) steht. Auf dem oberen Teil des Fußes ist schließlich ein Lauburu oder Baskisches Kreuz eingraviert.

### Festes Haus Jauregia
Erste Erwähnungen des Festen Hauses erfolgten 1306, 1365 und 1412 in den Verzeichnissen der Haushalte des Königreichs Navarra unter dem Namen sale dozte. Der Besitzer des Hauses und Grundherr von Hosta hatte Zutritt zur Ständeversammlung des Königreichs und begleitete König Karl II. von Navarra in seinem Feldzug nach Portugal. Die Bauweise mit einem viereckigen Grundriss und Mauern mit einem durchschnittlichen Querschnitt von einem Meter ist charakteristisch für ein Festes Haus, das kleine feindliche Angriffe abwehren sollte. Es könnte sein, dass das Gebäude auch einen Turm auf der Südseite besaß. Ein erster Umbau, wahrscheinlich eine Erweiterung, erfolgte im Jahre 1744, wie eine Inschrift auf dem Sturz über dem Eingang belegt. Auf dem leicht rötlichen Stein des Sturzes sind oberhalb und links und rechts der Inschrift jeweils eine Rosette als Verzierung eingraviert. Im 19. Jahrhundert wurde das Haus als Bauernhaus umgewandelt, im 20. Jahrhundert restauriert.

## Wirtschaft und Infrastruktur

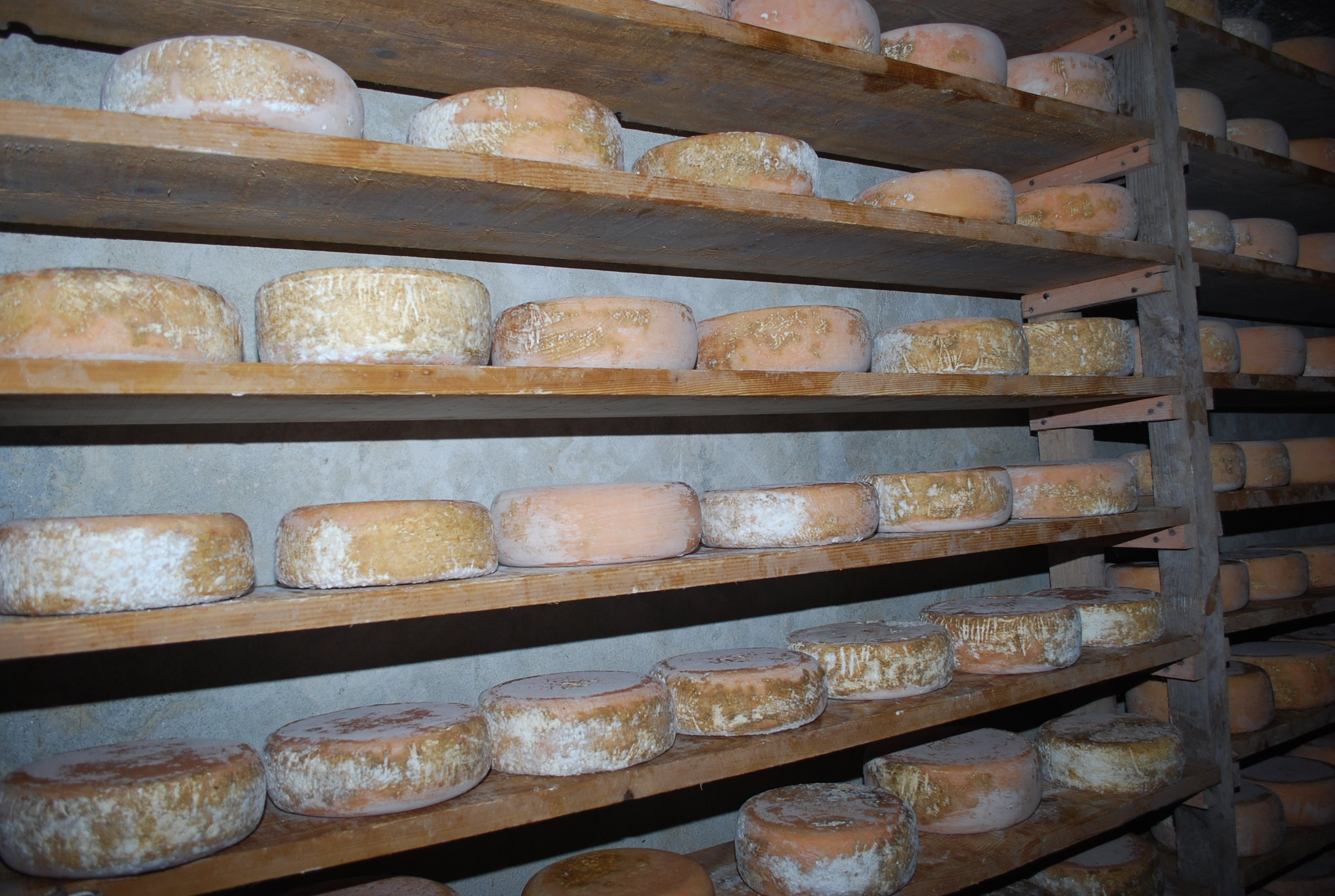
Ossau-Iraty

Die Landwirtschaft ist ein wichtiger Wirtschaftsfaktor der Gemeinde, ebenso wie der Tourismus, der von der geografischen Lage am Fuße der Pyrenäen profitiert. Hosta liegt in den Zonen AOC des Ossau-Iraty, eines traditionell hergestellten Schnittkäses aus Schafmilch, sowie der Schweinerasse und des Schinkens „Kintoa“.

### Verkehr
Hosta ist von Bergen umgeben und nur über die Route départementale 168 erreichbar.